# 銀婢䱵
銀婢䱵（學名：Latris pacifica）又名太平洋婢䱵，為婢䱵科婢䱵屬的物種之一。

## 分布
本種分佈於南太平洋，已知的棲息地位於太平洋板塊東緣東太平洋海隆西側的基金會海山，為水深介於100—400（328—1,312英尺）的深水岩礁地带，推測在中太平洋及東太平洋可能也有分佈。

## 形態
本魚的背鰭拥有19至20條硬棘以及40至44條軟棘，總數在60至64之間（本種的特徵）；臀鰭則3條硬棘及32至37條軟棘；胸鰭軟棘17至19條，其中有8至9條分棘。體側線上的鱗片數115至129枚，其中112至124枚位於軀體，另有3至8枚延至尾鰭；上部橫向鱗片數14至17枚，下部橫向鱗片數26至30枚。第一鰓弓上的鰓耙數18到22枚。脊椎有24至25節，加上尾前脊椎18節（本種的特徵），合共42至43節。
本魚體長紀錄最長達69.2（27.2英寸）。

## 生態
目前僅知本魚在基金會海山山部及山側有分部，其他地點的數據不明。

## 利用
本魚為串鉤所捕獲。

## 保護狀態
國際自然保護聯盟瀕危物種紅色名錄未對本魚的保護狀態進行評估。